# Александар Лезвијски
Александар Лезвијски је био први епископ Митимне. Учествовао је на Првом васељенском сабору 325. године у Никеји, где је формулисан (први) део Символа вере који се односи на Свету Тројицу. Основач је манастир у близини острва Лесвос, где је провео последње године живота.Манастирска црква је сачувана до данас, али је прва ранохришћанска црква у рушевинама. Сачуван је камени олтар светитеља са полуизбрисаним натписом: „ПРОПОВЕДНИК ТРОЈИЦЕ, ЧУВАР БОГОРОДИЦЕ, И ПРИЈАТЕЉ ХРИСТОВ, ЕНТАД, СТАНОВИ ЗА НАМ ЖЕЛИ”
Преминуо је 30. новембра, када Православна црква празнује његов спомен. 
Податке о његовом животу добијамо из акатиста који гласи: „Свети Александар је био хранитељ неиспаваних, пастир кротких, држећи стадо у побожности, водећи га и пастир у благодати, претварајући њихова страдања као вукове јереси”. У другом делу његовог житија помиње се да је тело његових светих моштију приказано као болница за страдања. Такође из његовог аполитикиона: (глас 4) „Свету Тројицу, мудраче, добро чувај чистоту и девственост, Црквени оче, пошто си прави пријатељ Господњи, о, и топло проповедаш, пастиру. из Митимнија, Александар богоношче Лезбиона хвалимо те”.
НА неприступном месту, удаљеном сат и по хода од села Лафиона Митимнијске области, на острву Лезвосу, у долини отвореној према мору, налазе се данас остаци древних манастира. Овде је за време Агарјана била исламска текија у којој су живели дервиши све до ослобођења Лезвоса од турског ига (1912. године). Сад је то место пусто, а некада, у древна времена, ту су се скупљали безбројни поклоници и дешавала дивна чудеса на гробу неког чудесног светитеља Божјег Александра. Некад се мислило да је тај слуга Божји Александар био онај Александар кога је наследио св. Атанасије Велики на Александријском престолу; постоји такође новије предање да је он био први епископ Митимнијски, један од учесника Првог Васељенског Сабора. Но порекло његово и живот остају за нас покривени велом смирења и тајне. 
На том, сада пустом, месту до данас се чува камени ћивот, који потиче из петог или шестог века ако не и из ранијег времена, са урезаним крстом на њему и кратким духовним животописом светог Александра који је у том ћивоту био сахрањен: Бесумње, он је најстарији и некад најпоштованији светитељ овог острва.